# Ypthima philomela
Ypthima philomela is een vlinder uit de onderfamilie Satyrinae en de familie Nymphalidae. De wetenschappelijke naam is gepubliceerd in 1763 door Carl Linnaeus.